# Bombus hypocrita
Espèce
Synonymes
- Bombus ignitus var hypocrita Pérez, 1905

Bombus hypocrita est une espèce de bourdons.

## Systématique
L'espèce Bombus hypocrita a été initialement décrite en 1905 par Jean Pérez comme étant une variété de l'espèce Bombus ignitus sous le taxon Bombus ignitus var hypocrita. Et ce sur la base de quatre spécimens femelles dont trois originaires du Japon et une de Transbaïkalie.

## Liste des sous-espèces
Selon NCBI (2 avril 2021) :
- Bombus hypocrita hypocrita
- Bombus hypocrita sapporensis Cockerell, 1911

## Publication originale
- J. Pérez, « Hyménoptères recueillis dans le Japon central, par M. Harmand, ministre plénipotentiaire de France à Tokio », Bulletin du Muséum d'histoire naturelle, Paris, IN  Groupe, vol. 11,‎ 1905, p. 23-39 (ISSN 0027-4070 et 2419-6452, OCLC 57046216, BNF 34348915, lire en ligne).